# El coloquio de los perros

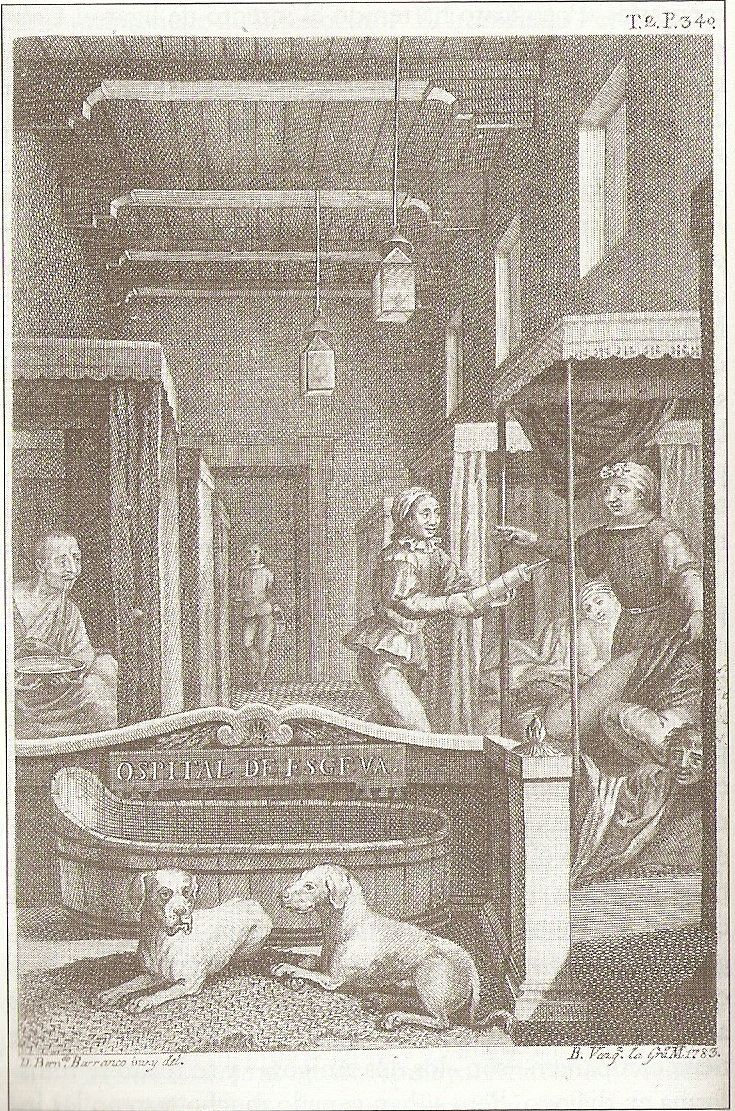
Gravat de l'edició de las Novelas ejemplares feta per Antonio Sancha el 1783 que il·lustra aquesta novel·la.

El coloquio de los perros (nom amb què és més coneguda, encara que el seu veritable títol és Novela, y coloquio, que pasó entre Cipión y Berganza, perros del Hospital de la Resurrección, que está en la ciudad de Valladolid, fuera de la puerta del Campo, a quien comúnmente llaman "Los perros de Mahudes") és una de les Novelas ejemplares de Miguel de Cervantes.
La consideració d'aquesta obra com una novel·la independent dintre de les Novelas Ejemplares és problemàtica, ja que el Coloquio en realitat és un text que un dels personatges de la novel·la anterior, El casamiento engañoso, fa llegir a un amic. Així doncs, en certa manera totes dues novel·les formen una unitat.
Escenifica la conversa entre dos gossos, anomenats Cipión i Berganza, que guarden l'Hospital de la Resurrección de Valladolid, citat en el títol complet, on avui hi ha la Casa Mantilla. En comprovar que han adquirit la facultat de parlar durant les nits, Berganza decideix explicar a Cipión les seves experiències amb diferents amos, recorrent llocs com Sevilla, Montilla (Còrdova) i Granada, fins a arribar a Valladolid.
El relat de Bragança està construït segons els principis estructurals bàsics de la novel·la picaresca: principi de viatge, principi de servei a diferents amos, etc. Mitjançant el contrapunt dels comentaris de Cipión, Cervantes qüestiona alguns dels pressupòsits i les tècniques de la novel·la picaresca, i al mateix temps reflexiona sobre les relacions entre la literatura, la versemblança i la realitat. També sembla una fantasia a l'estil de les de Llucià de Samosata i la seva desfilada entremesil de tipus -entre ells uns pastors i una bruixa- recorda al d'una novel·la picaresca o un entremès.